# Thanthoni
Thanthoni es una ciudad y municipio situada en el distrito de Karur en el estado de Tamil Nadu (India). Su población es de 53854 habitantes (2011). Se encuentra a orillas del río Amaravati, a 2 km de Karur y a 92 km de Tirupur. 

## Demografía
Según el censo de 2011 la población de Thanthoni era de 53854 habitantes, de los cuales 27115 eran hombres y 26739 eran mujeres. Thanthoni tiene una tasa media de alfabetización del 81,13%, superior a la media estatal del 80,09%: la alfabetización masculina es del 89,01%, y la alfabetización femenina del 73,63%.